# Klätterlivsblad
Klätterlivsblad (Kalanchoe beauverdii) är en fetbladsväxtart som beskrevs av Raymond-Hamet. Kalanchoe beauverdii ingår i släktet Kalanchoe och familjen fetbladsväxter. Inga underarter finns listade i Catalogue of Life.
Arten, som är en suckulent, klättrande halvbuske, härstammar från södra Madagaskar och odlas gärna som krukväxt.